# Epsilonretrovirus
Epsilonretrovirus es un género de virus perteneciente a la familia Retroviridae. Infecta a peces. Entre las especies está el sarcoma dérmico de Sander vitreus y los virus 1 y 2 de la hiperplasia epidérmica de Sander vitreus. 